# Millettia entadoides
Millettia entadoides är en ärtväxtart som beskrevs av Zhi Wei. Millettia entadoides ingår i släktet Millettia och familjen ärtväxter. Inga underarter finns listade i Catalogue of Life.